# Biały Kościół (Petite-Pologne)
Pour les articles homonymes, voir Biały Kościół.
Biały Kościół (prononciation : [ˈbjawɨ ˈkɔɕt͡ɕuu̯]) est une localité polonaise de la gmina de Wielka Wieś, située dans le powiat de Cracovie en voïvodie de Petite-Pologne.